# Kazimierz Mieczkowski
Kazimierz Marceli Mieczkowski herbu Bończa (ur. 20 lutego 1742 w Kojni - 19 marca 1811 w Dreźnie), syn Kazimierza i Ewy z Zamojskich żonaty z Zofią z Nietyksów. 
Elektor 1764 z ziemi liwskiej, łowczy łomżyński 1767, szambelan, zdaniem niektórych źródeł przyjaciel Stanisława Augusta Poniatowskiego, zdaniem innych znienawidzony przez króla. W 1775 r. otrzymał starostwo rabsztyńskie celem rozwoju hutnictwa. Starosta zawskrzyński i rabsztyński 1790 r. Kazimierz Mieczkowski należał do Rady Nieustającej.
Adam Tadeusz Naruszewicz w Podróży Kaniowskiej opisał wspaniałe przyjęcie wydane przez Kazimierza Marcelego Mieczkowskiego na cześć króla w dobrach rabsztyńskich. Poseł na sejm grodzieński 1793 roku z województwa krakowskiego.  Z ramienia konfederacji targowickiej mianowany został  w 1793 roku członkiem Komisji Edukacyjnej Koronnej. Należał do Komisji Edukacji Narodowej, podobnie jak Józef Ankwicz i Antoni Raczyński, w okresie 31 V 1793 do 9 XI 1793. 
Sejm grodzieński (1793) nominował go do Rady Nieustającej. Był członkiem konfederacji grodzieńskiej 1793 roku.
W czasie insurekcji warszawskiej 17, 18 kwietnia 1794 okoliczności zmusiły go do ucieczki z Warszawy, ponieważ nie znalazł odpowiedniego schronienia. Zanotowano wówczas na jego temat: „starosta Rabsztyński Mieczkowski, członek Rady Nieustającej, gdyż nie dawano mu ani miejsca na odpoczynek, ani dostatecznego posiłku. Wyszedł tedy na ulicę i z dobytą szpadą w ręku wmieszał się pomiędzy tłum (...)”. Mieczkowski znany był z wystawnego stylu życia. Skłonność ta doprowadziła do kłopotów finansowych 'zniszczyło całkowicie jego własną fortunę i doprowadziło do znacznego zadłużenia, które zabezpieczono na intracie dóbr rabsztyńskich'. Ostatni spośród starostów rabsztyńskich.
Pobierał stałą pensję od Rosji, w związku z czym mówiono o nim, jak i o innych, kreatura Igelstroma. 
Po rozbiorze, pomimo ofiarowanych mu godności, zdecydował się na emigrację. Zamieszkał i zmarł w Dreźnie. Zmarł bezdzietny.
Kawaler polskiego orderu św. Stanisława oraz rosyjskiego orderu św. Anny II kategorii.
Na grobowcu w Dreźnie zapisano: „Tu leży JW. Kazimierz Marceli Mieczkowski, Starosta rabsztyński, aktualny stanu kosyliarz Najjaś. Imperatora  całej Rossyi. Kawaler orderu polskiego Ś-go Stanisława i orderu rossyjskiego Ś-ej Anny 2-ej klassy. Urodził się w Kojni d. 20 lutego 1742 r.. umarł w Dreźnie 19 marca 1811 r."
Eustachy Marylski stwierdza, że był to człowiek, który służył chętnie silniejszej stronie. W latach 1794–1795 przebywał w Petersburgu. Generał Buksweden powoływał go do ważnych urzędów, 15 stycznia 1795 powołał go do Warszawy na Sędziego w Assesoryi, Mieczkowski nie stawił się gdyż przebywał wówczas w Petesrburgu, 11 miesięcy później na stanowisko powołano Wincentego Poniatowskiego, dalekiego krewnego króla. W Petersburgu Mieczkowski otrzymał rangę Rzeczywistego Radcy Stanu. W swoich dobrach, a raczej starostwach swoich rozwijał przemysł, w dobrach jego znajdowały się piece i fryszerki, pod którym to pozorem król Stanisław August Poniatowski odwiedził dom Mieczkowskiego, dnia 3 lipca 1787 r., chciał bowiem uchodzić za opiekuna narodowego przemysłu i znawcę górnictwa.